# كورتني هوكينز (منافس ألعاب قوى)
كورتني هوكينز (بالإنجليزية: Courtney Hawkins)‏ هو منافس ألعاب قوى أمريكي، ولد في 11 يوليو 1967 في ويست بالم بيتش في الولايات المتحدة.

## وصلات خارجية
- كورتني هوكينز على موقع الاتحاد الدولي لألعاب القوى (الإنجليزية)